# 북하면
북하면(北下面)은 전라남도 장성군 북쪽에 위치한 면이다. 넓이는 84.2 km2이고, 인구는 2016년 기준으로 2,448명이다.

## 행정 구역
| 법정리 | 행정리                             | 비고            |
| ------ | ---------------------------------- | --------------- |
| 단전리 | 단전리                             |                 |
| 대악리 | 대악1리, 대악2리                   |                 |
| 대흥리 | 대흥리                             |                 |
| 덕재리 | 덕재리                             |                 |
| 성암리 | 성암1리, 성암2리                   |                 |
| 신성리 | 신성1리, 신성2리                   |                 |
| 쌍웅리 | 쌍웅1리, 쌍웅2리                   |                 |
| 약수리 | 약수1리, 약수2리, 약수3리, 약수4리 | 면사무소 소재지 |
| 용두리 | 용두1리, 용두2리                   |                 |
| 월성리 | 월성리                             |                 |
| 중평리 | 중평1리, 중평2리                   |                 |

## 문화재

### 천연기념물
- 장성 단전리 느티나무